# معركة بن جواد الأولى
معركة بن جواد الأولى هي صدام عسكري جرى بين الثوار الليبيين وقوات الزعيم الليبي معمر القذافي في مدينة بن جواد وسط شمال البلاد بين يومي 6 و11 مارس عام 2011 كجزء من حرب ثورة 17 فبراير. بدأت بوادر المعركة بدخول الثوار إلى المدينة واستيلائهم عليها في يوم 5 مارس، لكن سرعان ما عادت كتائب القذافي إليها واصطدمت معهم في يوم 6 مارس، وبعد عدة معارك في الأيام التالية تلاها انسحاب وعودة للثوار من وإلى المدينة، تمكنت قوات القذافي في النهاية من فرض سيطرتهم عليها تماماً في يوم 11 مارس. ساد الهدوء بعد ذلك في المدينة بعد أن استولى عليها القذافي لأسبوعين تقريباً حتى معركة بن جواد الثانية. سبقت هذه المعركة معركة رأس لانوف وتلتها معركة البريقة الثانية.

## المعركة
في يوم السبت 5 مارس انطلق الثوار الليبيون من بلدة رأس لانوف المجاورة بعد نجاحهم في الاستيلاء عليها متوجهين إلى بن جواد والتي أصبح طريقهم مفتوحاً إليها بعد تلك المعركة. وقد دخلوا هناك في اشتباك مع قوات القذافي سقط فيه عدد غير محدد من القتلى، لكن الثوار تمكنوا من إسقاط مروحية تابعة للقذافي وحسموا المعركة لصالحهم في النهاية. وقد تابعوا بعد هذه المناوشات سيرهم نحو بلدتي الهراوة والنوفلية اللتلين انضمتا إلى الثورة بدورهما. لكن قبل أن يُتابع الثوار طريقهم وردت أنباء بأن كتيبة الساعدي القذافي تتجهز لصد تقدمهم في منطقة الوادي الأحمر المجاورة. وفي صباح اليوم التالي - 6 مارس - أخذت هذه الكتيبة بالزحف نحو بن جواد وبدأت بالدخول في مناوشات مسلحة مع الثوار فيها، وقد أدت هذه المعارك إلى سقوط 14 جريحاً منذ بداية اليوم، وفي المقابل فقد أسقط الثوار طائرتين حربيتين أخرى ين تابعتين للقذافي. ومع ذلك، فلاحقاً اضطر الثوار للتراجع مجدداً إلى مدينة رأس لانوف شرقاً بشكل مؤقت تحت وطأة إطلاق الرصاص المستمر.
لكن عند عودة الثوار مجدداً إلى بن جواد، كانت كتائب القذافي قد زرعت قواتها وقناصتها في أنحاء البلدة، مما أدى إلى نشوب معركة عنيفة قصف فيها الثوار بشدة. وفي النهاية ومع سقوط قتيلين في صفوف الثوار تحت وطأة القصف المكثف من طرف الدبابات والصواريخ والأسلحة الثقيلة الأخرى أجبروا على التراجع مرة أخرى إلى رأس لانوف في الشرق. وبالرغم من كل هذا، فقد عاد الثوار وأخذوا بالاستعداد للزحف مجدداً باتجاه البلدة في يوم الإثنين 7 مارس، وقد ساروا إليها بالفعل في الساعة الرابعة فجراً من ذلك اليوم، وقد كانت لا تزال هادئة ومهجورة تماماً في الوقت الذي دخلوها فيه، كما شوهدت بعض جثث قتلى من المدنيين. لكن الكتائب عادت مجدداً لقصفهم بعنف بالأسلحة الثقيلة، مما أجبرهم على الانسحاب مجدداً لثالث مرة من المدينة في يوم 8 مارس، بينما رجاهم المجلس الوطني الانتقالي بوقف التقدم باتجاه الغرب لمدة من الزمن.
غير أن المعارك عادت للاندلاع في المدينة يوم 9 مارس، وقد استخدم الثوار في هذه المعركة راجمات الصواريخ والأسلحة الثقيلة للمرة الأولى في قتال كتائب القذافي، وكانوا قد استفادوا منها بتغطية تقدم رجالهم إلى وسط المدينة الذي دارت فيه معارك عنيفة قبل أن تضطر الكتائب إلى التراجع حتى التخوم الغربية لبن جواد، وهناك استمرت المعارك على أمل طردها تماماً من البلدة. وظلت الحال على وتيرة مشابهة في يوم 10 مارس الذي شهد قصف القذافي للثوار بالسفن الحربية أيضاً، لكن مع ذلك فقد تمكن الثوار خلال ذلك اليوم من طرد قوات القذافي تماماً من المدينة وإعادة فرض سيطرتهم عليها. لكن سرعان ما عادت الكتائب وقصفت المدينة بعنف مجدداً في يوم 11 مارس، ثم تمكنت في النهاية من انتزاعها من الثوار في اليوم ذاته، ثم تابعت الكائب بعد ذلك زحفها نحو البريقة. ولم تعد المعارك للنشوب مجدداً في هذه البلدة إلا بعد أسبوعين ونصف عند بدأ معركة بن جواد الثانية.